# David Drake
Pour les articles homonymes, voir Drake.
David Drake, né le 24 septembre 1945 à Dubuque dans l'Iowa et mort le 10 décembre 2023 à Silk Hope en Caroline du Nord, est un auteur de science-fiction et de fantasy américain.

## Biographie
Ancien combattant de la guerre du Viêt Nam, ancien avocat, ancien chauffeur de bus puis auteur de science-fiction, David Drake a écrit beaucoup de livres ayant un thème militaire. Il est diplômé de l'université de l'Iowa, major en l'histoire (avec les honneurs) et en latin. Ses études à l'école de droit de l'université Duke sont interrompues pendant deux années par son service dans l’U.S. Army, où il sert d'interprète avec le 11e régiment de cavalerie blindée au Viêt Nam et durant la guerre civile cambodgienne.
David Drake a une épouse, un fils, et divers animaux de compagnie.
Il est l'un des principaux auteurs du sous-genre militaire de la science-fiction. En plus de ses propres travaux, il fournit souvent une perspective militaire à beaucoup de projets de collaboration d'écriture, tels que ses contributions à la série Heroes in Hell. Ses coauteurs incluent Karl Edward Wagner, Janet Morris, Stephen Michael Stirling, et Eric Flint. Avec Wagner et Jim Groce, il est l'un des fondateurs de Carcosa Press.
Son travail le plus connu est la série Hammer's Slammers, série de science-fiction militaire. Comme série plus récente, il écrit dans l'univers de la RCN, une série de space opera inspirée par les romans d'Aubrey-Maturin qui se concentre beaucoup plus fortement sur le développement des personnages et moins sur les aspects militaires. Il contribue également à la série Belisarius (écrite par Eric Flint), et à la série Général (écrite par Stephen Michael Stirling). David Drake est listé en tant que coauteur de ces livres, y compris la série Crisis of Empire, mais il admet volontiers qu'il a effectué la plus petite partie du travail.
En 1997, David Drake commence sa plus grande série de fantasy : Le Seigneur des Isles (Lord of the Isles), en utilisant des éléments de la religion sumérienne et des technologies médiévales. La série compte neuf livres édités.

## Œuvres

### SérieHammer's Slammers
1. (en) Hammer's Slammers, 1979
2. (en) Cross the Stars, 1984
3. (en) At Any Price, 1985
4. (en) Counting the Cost, 1987
5. (en) Rolling Hot, 1989
6. (en) The Warrior, 1991
7. (en) The Sharp End, 1993
8. (en) The Voyage, 1993
9. (en) Paying the Piper, 2002

- (en) The Complete Hammer's Slammers Vol. 1, 2005Omnibus
- (en) The Complete Hammer's Slammers Vol. 2, 2006Omnibus
- (en) The Complete Hammer's Slammers Vol. 3, 2007Omnibus

### SérieStarhunters
1. (en) Men Hunting Things, 1988
2. (en) Things Hunting Men, 1988
3. (en) Bluebloods, 1990

### SérieWorld of Crystal Walls
- (en) The Sea Hag, 1988

### SérieNorthworld
1. (en) Northworld, 1990
2. (en) Vengeance, 1991
3. (en) Justice, 1992

- (en) Northworld Trilogy, 1999Omnibus

### SérieGeneral
1. (en) The Forge, 1991Écrit avec Stephen Michael Stirling.
2. (en) The Hammer, 1992Écrit avec Stephen Michael Stirling.
3. (en) The Anvil, 1993Écrit avec Stephen Michael Stirling.
4. (en) The Steel, 1993Écrit avec Stephen Michael Stirling.
5. (en) The Sword, 1995Écrit avec Stephen Michael Stirling.
6. (en) The Chosen, 1996Écrit avec Stephen Michael Stirling.
7. (en) The Reformer, 1999Écrit avec Stephen Michael Stirling.
8. (en) The Tyrant, 2002Écrit avec Eric Flint.

- (en) The Conqueror, 2003Écrit avec Stephen Michael Stirling. Omnibus
- (en) Warlord, 2003Écrit avec Stephen Michael Stirling. Omnibus

### SérieWar and Honor
Cette série est coécrite avec Gordon R. Dickson, Christopher Stasheff (en) et Chelsea Quinn Yarbro.
- (en) Blood and War, 1993

### SérieReaches
1. (en) Igniting the Reaches, 1994
2. (en) Through the Breach, 1995
3. (en) Fireships, 1996

- (en) The Reaches, 2004Omnibus

### SérieARC Riders
Cette série est coécrite avec Janet Morris.
1. (en) ARC Riders, 1995
2. (en) The Fourth Rome, 1996

### SérieLe Seigneur des Isles
1. Le Seigneur des Isles, Milady, 2008 ((en) Lord of the Isles, 1997)
2. La Reine des démons, Milady, 2009 ((en) Queen of Demons, 1998)
3. La Servante du dragon, Milady, 2010 ((en) Servant of the Dragon, 1999)
4. (en) Mistress of the Catacombs, 2001
5. (en) Goddess of the Ice Realm, 2003
6. (en) Master of the Cauldron, 2004
7. (en) The Fortress of Glass, 2006
8. (en) The Mirror of Worlds, 2007
9. (en) The Gods Return, 2008

### SérieBelisarius
Cette série est coécrite avec Eric Flint.
1. (en) An Oblique Approach, 1998
2. (en) In the Heart of Darkness, 1998
3. (en) Destiny's Shield, 1999
4. (en) Fortune's Stroke, 2000
5. (en) The Tide of Victory, 2001
6. (en) The Dance of Time, 2006

### SérieRCN
1. (en) With the Lightnings, 1998
2. (en) Lt. Leary, Commanding, 2000
3. (en) The Far Side of The Stars, 2003
4. (en) The Way to Glory, 2005
5. (en) Some Golden Harbor, 2006
6. (en) When the Tide Rises, 2008
7. (en) In the Stormy Red Sky, 2009
8. (en) What Distant Deeps, 2010
9. (en) The Road of Danger, 2012
10. (en) The Sea Without a Shore, 2014
11. (en) Death's Bright Day, 2016
12. (en) Though Hell Should Bar the Way, 2018
13. (en) To Clear Away the Shadows, 2019

### SérieTime of Heroes
1. (en) The Spark, 2017
2. (en) The Storm, 2019
3. (en) The Serpent, 2021

### Romans indépendants
- (en) Dragon Lord, 1979
- (en) Skyripper, 1983
- (en) The Forlorn Hope, 1984
- (en) Birds of Prey, 1984
- (en) Killer, 1985Écrit avec Karl Edward Wagner.
- (en) Active Measures, 1985Écrit avec Janet Morris.
- (en) Strangers and Lovers, 1985
- (en) Ranks of Bronze, 1986
- (en) Fortress, 1986
- (en) The Tank Lords, 1986
- (en) Lacey and His Friends, 1986
- (en) Bridgehead, 1986
- (en) Kill Ratio, 1987Écrit avec Janet Morris.
- (en) Vettius and His Friends, 1989
- (en) Target, 1989Écrit avec Janet Morris.
- (en) The Undesired Princess and the Enchanted Bunny, 1990Écrit avec Lyon Sprague de Camp.
- (en) Surface Action, 1990
- (en) The Hunter Returns, 1991Écrit avec Jim Kjelgaard (en).
- (en) The Jungle, 1991
- (en) Old Nathan, 1991
- (en) Starliner, 1992
- (en) Tyrannosaur, 1994
- (en) Enemy of My Enemy, 1995Écrit avec Ohlander.
- (en) Redliners, 1996
- (en) All the Way to the Gallows, 1996
- (en) Patriots, 1996
- (en) Caught in the Crossfire, 1998
- (en) The Butcher's Bill, 1998
- (en) Seas of Venus, 2002
- (en) Other Times Than Peace, 2006

### Recueils de nouvelles
- (en) Time Safari, 1982
- (en) From the Heart of Darkness, 1983
- (en) The Military Dimension, 1991
- (en) The Military Dimension Mark II, 1995
- (en) The Warmasters, 2002Écrit avec Eric Flint et David Weber.
- (en) Grimmer Than Hell, 2003
- (en) Mountain Magic, 2004Écrit avec Eric Flint, Henry Kuttner et Ryk E. Spoor.

### Participation aux séries

#### SérieThieves' World
- (en) Dagger, 1988.

#### SérieCrisis of Empire
1. (en) An Honorable Defense, 1988Écrit avec Thomas Thurston Thomas (en).
2. (en) Cluster Command, 1989Écrit avec William Dietz.
3. (en) The War Machine, 1989Écrit avec Roger MacBride Allen.
4. (en) Crown of Empire, 1994Écrit avec Chelsea Quinn Yarbro.

#### SérieHeroes in Hell
Cette série est coécrite (avec Janet Morris.
1. (en) Explorers in Hell, 1989.

#### SérieCar Warriors
1. (en) The Square Deal, 1992.

#### SérieHonor Harrington
- La Croisière héroïque, 2013 ((en) A Grand Tour, 1998)Nouvelle publiée dans le recueil Autour d'Honor.

### Séries d'anthologies

#### SérieFleet
Cette série est coécrite avec Bill Fawcett (en).
1. (en) The Fleet, 1988
2. (en) Counterattack, 1988
3. (en) Breakthrough, 1989
4. (en) Sworn Allies, 1990
5. (en) Total War, 1990
6. (en) Crisis, 1991

#### SérieBattlestation
Cette série est coécrite avec Bill Fawcett (en).
1. (en) Battlestation: Book One, 1992
2. (en) The Vanguard, 1993

### Anthologies éditées
- (en) Armageddon, 1986Écrit avec Billie Sue Mosiman.
- (en) A Century of Horror 1970-1979: The Greatest Stories of the Decade, 1987Écrit avec Martin H. Greenberg.
- (en) Space Gladiators, 1989
- (en) A Separate Star: A Science Fiction Tribute to Rudyard Kipling, 1989Écrit avec Sandra Miesel (en).
- (en) Heads to the Storm, 1989Écrit avec Sandra Miesel (en).
- (en) Space Infantry, 1989Écrit avec Martin H. Greenberg.
- (en) The Eternal City, 1989
- (en) Space Dreadnoughts, 1990Écrit avec Martin H. Greenberg et Charles G Waugh.
- (en) Dogs of War, 2001
- (en) Foreign Legions, 2001Écrit avec Eric Flint et David Weber.
- (en) The World Turned Upside Down, 2005Écrit avec Jim Baen (en) et Eric Flint.

### Anthologies contenant des histoires de David Drake
- (en) Savage Heroes: Tales of Magical Fantasy, 1975
- (en) The Far Reaches of Fear, 1976
- (en) Frights: New Stories of Suspense and Supernatural Terror, 1976
- (en) The Rivals of Dracula, 1977
- (en) Whispers, 1977
- (en) Frights 2, 1979
- (en) The Year's Best Horror Stories VII, 1979
- (en) New Tales of the Cthulhu Mythos, 1980
- (en) Machines That Kill, 1984
- (en) Mercenaries of Tomorrow, 1985
- (en) A Century of Horror 1970-1979: The Greatest Stories of the Decade, 1987
- (en) Whispers VI, 1987
- (en) New Destinies, Vol. VIII, 1989
- (en) Vampires: The Greatest Stories, 1991
- (en) Horrorstory Volume Three, 1992
- (en) Alien Pregnant by Elvis, 1994
- (en) The Best of Whispers, 1994
- (en) Commando Brigade 3000, 1994
- (en) 100 Vicious Little Vampire Stories, 1995
- (en) Forever After, 1995
- (en) 100 Tiny Tales of Terror, 1996
- (en) Dragons: The Greatest Stories, 1997
- (en) 100 Twisted Little Tales of Torment, 1998
- (en) Dangerous Vegetables, 1998
- (en) Catfantastic V, 1999
- (en) Drakas!, 2000

### Nouvelles
- (en) Killer, 1974Écrit avec Karl Edward Wagner.
- (en) The Shortest Way, 1974
- (en) Under the Hammer, 1974
- (en) The Butcher's Bill, 1974
- (en) Awakening, 1975
- (en) The Barrow Troll, 1975
- (en) But Loyal to His Own, 1975
- (en) Dragon's Teeth, 1975
- (en) Something Had to Be Done, 1975
- (en) Blood Debt, 1976
- (en) Children of the Forest, 1976
- (en) Firefight, 1976
- (en) The Hunting Ground, 1976
- (en) Smokie Joe, 1977
- (en) Best of Luck, 1978
- (en) Nemesis Place, 1978
- (en) Caught in the Crossfire, 1978
- (en) The Red Leer, 1979
- (en) Cultural Conflict, 1979
- (en) Hangman, 1979
- (en) Standing Down, 1979
- (en) The Automatic Rifleman, 1980
- (en) Men Like Us, 1980
- (en) Than Curse the Darkness, 1980
- (en) The Dancer in the Flames, 1982
- (en) Out of Africa, 1983
- (en) The Fool, 1987
- (en) Rescue Mission, 1988
- (en) The End of the Hunt, 1989
- (en) Cannibal Plants From Heck, 1994
- (en) A Very Offensive Weapon, 1995
- (en) Dragon, the Book, 1999
- (en) The Tradesmen, 2000
- (en) Choosing Sides, 2002
- (en) Neck or Nothing, 2002
- (en) The Political Process, 2002
- (en) The Darkness, 2006
- (en) The Day of Glory, 2006
- (en) A Death in Peacetime, 2006

### Bandes dessinées
- (en) Team Yankee, 1989.

## Nomination
- Nommé au prix World Fantasy de la meilleure nouvelle 1976 pour The Barrow Troll